# Lijst van golfbanen in Botswana

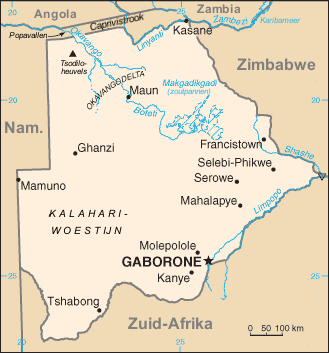
Kaart van Botswana

Deze lijst van golfbanen in Botswana geeft een overzicht van golfbanen die gevestigd zijn in Botswana.
Botswana werd pas in 1966 onafhankelijk en de "Botswana Golf Union" werd pas opgericht in begin de jaren 1970. In het land zijn er zeven golfbanen aanwezig waarvan drie een 18 holesbaan hebben.

## Banen
9-holes
- Francistown Golf Club, Francistown
- Jwaneng Golf Club, Jwaneng
- Orapa Golf Club, Orapa
- Lobatse Golf Club, Lobatse

18-holes
- Gaborone Golf Club, Gaborone
- Phakalane Golf Club, Gaborone
- Phikwe Golf Club, Phikwe